# 大关冲站
大关冲站是位于贵州省贵阳市修文县大关冲的一个铁路车站，邮政编码550201。车站建于1965年，有川黔铁路经过该站，现仅办理货运业务，客运业务于2010年停办，车站及其上下行区间均已电气化。车站距离重庆站429公里，隶属成都铁路局贵阳南站:313，是四等站。